# Iglesia episcopal del Ecuador Diócesis Litoral
La Iglesia Episcopal del Ecuador Diócesis Litoral es una iglesia misionera de la Comunión anglicana. La diócesis posee 36 misiones en toda la Región Litoral de Ecuador. Forma parte de la IX provincia de la Iglesia episcopal en los Estados Unidos. Tiene su sede principal en Guayaquil.

## Historia
Hasta 1956 la presencia anglicana en Ecuador se reducía a un servicio de capellanía en la Iglesia St. Christopher, en el pueblo de Ancón, para los anglicanos de habla inglesa que trabajaban en los campos petroleros de la compañía Anglo Ecuatoriana. Posteriormente se dio en Ecuador el cambio de jurisdicción que pasa de la Iglesia de Inglaterra a la Iglesia episcopal en los Estados Unidos. Ecuador se convirtió en campo misionero de la Iglesia episcopal.
En diciembre de 1960 el reverendo Charles Pickett fue asignado a para trabajar en Guayaquil y Quito. Pickett fundó la Iglesia Cristo Rey y la Iglesia Transfiguración del Señor, ambas en Guayaquil. El 25 de abril de 1964, David Reed fue consagrado obispo para el nuevo distrito misionero de Colombia que debía abarcar también a Ecuador. Ecuador no fue incorporado al distrito misionero de Colombia. Todo el trabajo pastoral se realizó con miras a un crecimiento paralelo antes que subordinado a Colombia.
En 1967, la Convención General de la Iglesia episcopal, desarrollada en Virginia, aprobó la creación de la Diócesis Misionera de Ecuador. En 1970, la Cámara de Obispos de la Iglesia episcopal en los Estados Unidos, reunida en la Convención General, eligió a Adrián D. Cáceres Villavicencio como el primer obispo para la nueva diócesis. En 1985, las provincias ecuatorianas de Guayas, Manabí, Los Ríos y Galápagos se convirtieron en una nueva diócesis episcopaliana: la Diócesis Litoral. La zona central de Ecuador quedó como Diócesis Central.
El 10 de enero de 1987, una Convención Extraordinaria eligió a Luis E. Caisapanta Bedón como primer obispo de la Diócesis Litoral. Fue consagrado el 14 de mayo de 1988 en la Iglesia Santísima Trinidad de Guayaquil. El obispo Caisapanta Bedón falleció el 14 de julio de 1991, quedando vacante la diócesis. El obispo primado de la Iglesia episcopal en Estados Unidos, Edmond L. Browming, nombró en septiembre de 1991 a Martiniano García Montiel, obispo de la Diócesis de México, como administrador general de la Diócesis Litoral. En 1992, el Comité Permanente dejó a García Montiel como obispo encargado de la Diócesis Litoral, hasta que se eligiera un nuevo obispo diocesano.
El 11 de junio de 1994, Alfredo T. Morante España fue elegido obispo de la Diócesis Litoral en una Convención Extraordinaria. La ceremonia de consagración e instalación del segundo obispo de la diócesis se efectuó en la Catedral Cristo Rey el 12 de octubre de 1994. El 4 de agosto de 2018, Cristóbal Olmedo León Lozano es elegido Obispo Diocesano en primera ronda. Poco después, el 26 de septiembre el obispo Alfredo Morante España se jubiló, quedando la sede vacante y el Comité Permanente Presidido por Carlos Villacís Macías se convirtió en la Autoridad Eclesiástica hasta la Consagracián del nuevo Obispo Diocesano.[cita requerida]
El 30 de marzo de 2019, León Lozano es ordenado y consagrado III Obispo Diocesano por Michael Curry Primado, presidente de la Iglesia Episcopal.

## Obispos
- 1987: Luis E. Caisapanta Bedón
- 1994: Alfredo T. Morante España
- 2019: Cristóbal Olmedo León Lozano